# Aktiva studentförbundet
Aktiva studentförbundet var en 1931–1945 i Finland verksam högerradikal organisation.
Aktiva studentförbundet bildades av studenter och aktivistveteraner som tillhörde Svenska folkpartiets, av Lapporörelsen inspirerade, högerfraktion. Organisationen var försvarsvänlig och protysk, dock ej pronazistisk, och var mer positiv till samarbete med den finskspråkiga borgerligheten än Svenska folkpartiets majoritetsfraktion. 
Aktiva studentförbundet utgav, i samarbete med Svenska folkpartiets högerfraktion, bergsrådsfalangen, 1937–1944 (med vissa avbrott) tidskriften Svensk Botten. Förbundets verksamhet hade i praktiken uppfört efter vinterkriget och det upplöstes slutgiltigt 1945. Antalet medlemmar i förbundet torde ej ha överstigit 200.